# Kurihara, Miyagi
Kurihara (栗原市 Kurihara-shi) là thành phố thuộc tỉnh Miyagi, Nhật Bản. Tính đến ngày 1 tháng 10 năm 2020, dân số ước tính thành phố là 64.367 người và mật độ dân số là 80 người/km2. Tổng diện tích thành phố là 805 km2.

## Địa lý

### Đô thị lân cận
- Miyagi
  - Tome
  - Ōsaki
- Akita
  - Yuzawa
  - Higashinaruse
- Iwate
  - Ichinoseki

### Khí hậu
| Dữ liệu khí hậu của Kurikoma, Kurihara   | Dữ liệu khí hậu của Kurikoma, Kurihara | Dữ liệu khí hậu của Kurikoma, Kurihara | Dữ liệu khí hậu của Kurikoma, Kurihara | Dữ liệu khí hậu của Kurikoma, Kurihara | Dữ liệu khí hậu của Kurikoma, Kurihara | Dữ liệu khí hậu của Kurikoma, Kurihara | Dữ liệu khí hậu của Kurikoma, Kurihara | Dữ liệu khí hậu của Kurikoma, Kurihara | Dữ liệu khí hậu của Kurikoma, Kurihara | Dữ liệu khí hậu của Kurikoma, Kurihara | Dữ liệu khí hậu của Kurikoma, Kurihara | Dữ liệu khí hậu của Kurikoma, Kurihara | Dữ liệu khí hậu của Kurikoma, Kurihara |
| Tháng                                    | 1                                      | 2                                      | 3                                      | 4                                      | 5                                      | 6                                      | 7                                      | 8                                      | 9                                      | 10                                     | 11                                     | 12                                     | Năm                                    |
| ---------------------------------------- | -------------------------------------- | -------------------------------------- | -------------------------------------- | -------------------------------------- | -------------------------------------- | -------------------------------------- | -------------------------------------- | -------------------------------------- | -------------------------------------- | -------------------------------------- | -------------------------------------- | -------------------------------------- | -------------------------------------- |
| Cao kỉ lục °C (°F)                       | 11.3 (52.3)                            | 14.3 (57.7)                            | 17.4 (63.3)                            | 28.2 (82.8)                            | 30.6 (87.1)                            | 30.8 (87.4)                            | 32.1 (89.8)                            | 33.3 (91.9)                            | 31.3 (88.3)                            | 26.7 (80.1)                            | 19.7 (67.5)                            | 15.7 (60.3)                            | 33.3 (91.9)                            |
| Trung bình ngày tối đa °C (°F)           | 0.1 (32.2)                             | 0.8 (33.4)                             | 4.5 (40.1)                             | 11.4 (52.5)                            | 17.3 (63.1)                            | 20.4 (68.7)                            | 23.7 (74.7)                            | 24.9 (76.8)                            | 21.1 (70.0)                            | 15.6 (60.1)                            | 9.4 (48.9)                             | 3.0 (37.4)                             | 12.7 (54.8)                            |
| Trung bình ngày °C (°F)                  | −2.9 (26.8)                            | −2.4 (27.7)                            | 0.6 (33.1)                             | 6.3 (43.3)                             | 12.0 (53.6)                            | 15.9 (60.6)                            | 19.7 (67.5)                            | 20.7 (69.3)                            | 17.0 (62.6)                            | 11.2 (52.2)                            | 5.2 (41.4)                             | −0.2 (31.6)                            | 8.6 (47.5)                             |
| Tối thiểu trung bình ngày °C (°F)        | −6.3 (20.7)                            | −6.2 (20.8)                            | −3.4 (25.9)                            | 1.3 (34.3)                             | 6.8 (44.2)                             | 11.6 (52.9)                            | 16.2 (61.2)                            | 17.2 (63.0)                            | 13.3 (55.9)                            | 6.8 (44.2)                             | 0.8 (33.4)                             | −3.6 (25.5)                            | 4.5 (40.2)                             |
| Thấp kỉ lục °C (°F)                      | −15.5 (4.1)                            | −14.1 (6.6)                            | −12.7 (9.1)                            | −7.9 (17.8)                            | −1.2 (29.8)                            | 1.7 (35.1)                             | 6.3 (43.3)                             | 8.7 (47.7)                             | 1.0 (33.8)                             | −1.7 (28.9)                            | −7.2 (19.0)                            | −13.6 (7.5)                            | −15.5 (4.1)                            |
| Lượng Giáng thủy trung bình mm (inches)  | 126.8 (4.99)                           | 96.8 (3.81)                            | 125.8 (4.95)                           | 135.7 (5.34)                           | 164.8 (6.49)                           | 228.2 (8.98)                           | 263.5 (10.37)                          | 253.9 (10.00)                          | 261.6 (10.30)                          | 187.0 (7.36)                           | 137.4 (5.41)                           | 152.9 (6.02)                           | 2.124,9 (83.66)                        |
| Lượng tuyết rơi trung bình cm (inches)   | 268 (106)                              | 207 (81)                               | 169 (67)                               | 37 (15)                                | 0 (0)                                  | 0 (0)                                  | 0 (0)                                  | 0 (0)                                  | 0 (0)                                  | 0 (0)                                  | 36 (14)                                | 208 (82)                               | 924 (364)                              |
| Số ngày giáng thủy trung bình (≥ 1.0 mm) | 19.8                                   | 16.9                                   | 15.9                                   | 13.4                                   | 12.5                                   | 13.8                                   | 16.7                                   | 16.4                                   | 15.5                                   | 13.4                                   | 15.4                                   | 19.0                                   | 188.7                                  |
| Số ngày tuyết rơi trung bình (≥ 3 cm)    | 22.3                                   | 19.3                                   | 17.2                                   | 5.0                                    | 0                                      | 0                                      | 0                                      | 0                                      | 0                                      | 0                                      | 3.6                                    | 16.5                                   | 83.9                                   |
| Số giờ nắng trung bình tháng             | 82.0                                   | 88.7                                   | 128.9                                  | 168.1                                  | 178.3                                  | 127.4                                  | 100.6                                  | 111.3                                  | 100.2                                  | 122.9                                  | 113.5                                  | 80.3                                   | 1.401                                  |
| Nguồn: Cục Khí tượng Nhật Bản            |                                        |                                        |                                        |                                        |                                        |                                        |                                        |                                        |                                        |                                        |                                        |                                        |                                        |

| Dữ liệu khí hậu của Tsukidate, Kurihara  | Dữ liệu khí hậu của Tsukidate, Kurihara | Dữ liệu khí hậu của Tsukidate, Kurihara | Dữ liệu khí hậu của Tsukidate, Kurihara | Dữ liệu khí hậu của Tsukidate, Kurihara | Dữ liệu khí hậu của Tsukidate, Kurihara | Dữ liệu khí hậu của Tsukidate, Kurihara | Dữ liệu khí hậu của Tsukidate, Kurihara | Dữ liệu khí hậu của Tsukidate, Kurihara | Dữ liệu khí hậu của Tsukidate, Kurihara | Dữ liệu khí hậu của Tsukidate, Kurihara | Dữ liệu khí hậu của Tsukidate, Kurihara | Dữ liệu khí hậu của Tsukidate, Kurihara | Dữ liệu khí hậu của Tsukidate, Kurihara |
| Tháng                                    | 1                                       | 2                                       | 3                                       | 4                                       | 5                                       | 6                                       | 7                                       | 8                                       | 9                                       | 10                                      | 11                                      | 12                                      | Năm                                     |
| ---------------------------------------- | --------------------------------------- | --------------------------------------- | --------------------------------------- | --------------------------------------- | --------------------------------------- | --------------------------------------- | --------------------------------------- | --------------------------------------- | --------------------------------------- | --------------------------------------- | --------------------------------------- | --------------------------------------- | --------------------------------------- |
| Cao kỉ lục °C (°F)                       | 15.0 (59.0)                             | 18.4 (65.1)                             | 22.9 (73.2)                             | 29.5 (85.1)                             | 33.5 (92.3)                             | 33.7 (92.7)                             | 36.4 (97.5)                             | 37.3 (99.1)                             | 34.7 (94.5)                             | 29.6 (85.3)                             | 23.5 (74.3)                             | 19.8 (67.6)                             | 37.3 (99.1)                             |
| Trung bình ngày tối đa °C (°F)           | 4.1 (39.4)                              | 5.2 (41.4)                              | 9.3 (48.7)                              | 15.6 (60.1)                             | 20.9 (69.6)                             | 24.0 (75.2)                             | 27.1 (80.8)                             | 28.6 (83.5)                             | 24.9 (76.8)                             | 19.3 (66.7)                             | 13.0 (55.4)                             | 6.7 (44.1)                              | 16.6 (61.8)                             |
| Trung bình ngày °C (°F)                  | −0.3 (31.5)                             | 0.4 (32.7)                              | 3.7 (38.7)                              | 9.2 (48.6)                              | 14.9 (58.8)                             | 18.9 (66.0)                             | 22.4 (72.3)                             | 23.6 (74.5)                             | 19.8 (67.6)                             | 13.6 (56.5)                             | 7.2 (45.0)                              | 2.0 (35.6)                              | 11.3 (52.3)                             |
| Tối thiểu trung bình ngày °C (°F)        | −4.7 (23.5)                             | −4.4 (24.1)                             | −1.8 (28.8)                             | 2.9 (37.2)                              | 9.4 (48.9)                              | 14.6 (58.3)                             | 18.8 (65.8)                             | 19.8 (67.6)                             | 15.5 (59.9)                             | 8.3 (46.9)                              | 1.9 (35.4)                              | −2.4 (27.7)                             | 6.5 (43.7)                              |
| Thấp kỉ lục °C (°F)                      | −17.0 (1.4)                             | −18.3 (−0.9)                            | −12.5 (9.5)                             | −6.6 (20.1)                             | 0.7 (33.3)                              | 5.6 (42.1)                              | 6.2 (43.2)                              | 11.2 (52.2)                             | 3.8 (38.8)                              | −2.7 (27.1)                             | −6.0 (21.2)                             | −14.9 (5.2)                             | −18.3 (−0.9)                            |
| Lượng Giáng thủy trung bình mm (inches)  | 42.1 (1.66)                             | 35.1 (1.38)                             | 73.0 (2.87)                             | 87.3 (3.44)                             | 111.9 (4.41)                            | 134.2 (5.28)                            | 185.4 (7.30)                            | 151.6 (5.97)                            | 166.3 (6.55)                            | 131.2 (5.17)                            | 62.9 (2.48)                             | 49.8 (1.96)                             | 1.230,8 (48.46)                         |
| Số ngày giáng thủy trung bình (≥ 1.0 mm) | 8.0                                     | 7.2                                     | 9.2                                     | 9.3                                     | 9.8                                     | 10.5                                    | 13.9                                    | 11.7                                    | 11.7                                    | 9.4                                     | 8.6                                     | 9.0                                     | 118.3                                   |
| Số giờ nắng trung bình tháng             | 138.7                                   | 144.2                                   | 171.6                                   | 186.3                                   | 184.9                                   | 141.2                                   | 115.9                                   | 129.9                                   | 122.4                                   | 139.4                                   | 138.5                                   | 122.1                                   | 1.734,9                                 |
| Nguồn: Cục Khí tượng Nhật Bản            |                                         |                                         |                                         |                                         |                                         |                                         |                                         |                                         |                                         |                                         |                                         |                                         |                                         |